# Typhlonesticus angelicus
Typhlonesticus angelicus — вид павуків родини Nesticidae. Описаний у 2023 році.

## Назва
Вид присвячений Анджело Морізі (1943—2016), п'ємонтському вченому-натуралісту, експерту з рептилій, амфібій, печерних безхребетних, прісноводних макробезхребетних, риб і лишайників.

## Поширення
Цей вид зустрічається в печерах Італії в муніцмпалітетеах К'юза-ді-Пезіо (П'ємонт), Тріора та Роккафорте-Мондові (Лігурія), а також у Франції у муніцтпалітеті Ла-Бриг (департамент Приморські Альпи).

## Опис
Голотип самиці має розміри 4,07 мм, а паратип самця — 4,29 мм.